# 花子と寓話のテラー
『花子と寓話のテラー』（はなことぐうわのテラー）は、えすのサカエによる漫画。「月刊少年エース」（角川書店）において連載されていた。単行本は全4巻。2011年に刊行された新装版は全3巻。

## あらすじ
都市伝説を信じ込んだ人間は「話」にとり憑かれる。不思議な力を持った物語を「寓話」と呼び、それに憑かれた者は「寓話憑き」と呼ばれる。
ベッドの下の男に悩まされ、眠れない日々を送っていた平沼カナエは、インターネットのチャットから話を聞いた亜想探偵事務所へと赴く。そこの所長、亜想大介は、「100回続けてしゃっくりをすると死ぬ」という寓話と「トイレの花子さん」の寓話と、二つの「寓話」にとり憑かれた「寓話憑き」で、そして「寓話」を退治する「寓話探偵」だった。
亜想に命を救われたカナエは、仕事代を払えなかったため、亜想探偵事務所で働く事になる。亜想、カナエ、そして亜想にとり憑く寓話「花子」の三人は、次々とやってくる寓話絡みの事件を解決していく。

## 登場人物

### 亜想探偵事務所
亜想 大介（あそう だいすけ）
本作の主人公。二つの寓話に憑かれている寓話探偵。元刑事。二つの寓話のうち一つは「100回しゃっくりを続けると死ぬ」という寓話で、寓話の気を感じるとしゃっくりを起こし、その回数が100を超えると死亡するとされている。もう一つの寓話については後述。
寓話探偵として「寓話」と「現実」の「境界」に立つ者であるため、現実を寓話に捻じ曲げる能力を持つ。しかし、それを使い続けると自らの存在も「寓話」として「ありえざるべき者」として取り込まれてしまう（人間ではなくなり、寓話の生み出すバケモノとなる）ため、一種の諸刃の剣に近い能力である。
橘真冬の小説作品『花子と寓話のテラー』から、母子二代にわたるファンであったことや、彼自身の本名である『亜想 大介』が同作のファンであった彼の母親が同作から取った主人公の名前であったことなどから「探偵事務所を開く」など、無意識のうちに影響を強く受けてしまっていた。実は彼のしゃっくりも本来は寓話によるものではなく、彼自身の精神的ストレスの発露による症状。少年時代は複雑な環境による対人恐怖症による精神的ストレスがその発作を頻繁に引き起こしていたため、幾度となく闘病生活に晒されていた。
平沼 カナエ（ひらぬま カナエ）
亜想に「ベッドの下の男」の寓話を退治してもらって以降、亜想探偵事務所で働く少女。自身も寓話に憑かれやすい体質で、作中ではこれを寓話体質と呼ぶ。そのため、無自覚に自ら様々な寓話を呼び込んでしまう。酷い音痴。亜想と次第に心を通わせていくが、亜想がカナエを想うゆえに彼女を遠ざけようとしたこともあった。その体質と境遇ゆえに橘真冬に「『花子と寓話のテラー』は実際の世界の出来事である、というファンたちによる寓話」を消去するためのユニットとして利用されてしまうが、結果的に互いに欠くことのできない存在と認め落ち着くこととなる。カナエにとっては亜想と花子のいる探偵事務所こそが「居場所」である。
花子（はなこ）
亜想にとり憑いているトイレの花子さんの寓話。機械を弄るのが趣味で、対寓話用のプログラムを開発する。寓話である自分を「見て」くれないので動物を嫌う。トイレのあるところなら自由に移動できるが、トイレ自体からはそう遠くへは移動できない。
正体は亜想の少年時代の闘病仲間であり、彼の対人ストレスを治した幼馴染みの少女「春野 花子（はるの はなこ）」である。亜想と共に『花子と寓話のテラー』に触れ、その話に感銘を受けて自らトイレの花子さんを名乗るようになったことがきっかけである。自らの死亡後に対人恐怖症を再発させてしまった亜想を護るため「せめて亜想が自分を必要としなくなるまで」彼に寓話として憑く事になった。一旦、橘真冬により消滅させられるが、それによって自らの本来の姿を取り戻し、カナエに亜想を助けるためのカギとなるオリジナル版の『花子と寓話のテラー』を託す。その後、「まだ亜想やカナエといたい自分」の想いと「花子と共に在りたい」というカナエと亜想の願いにより、再び『トイレの花子さん』として復活した。

### 寓話及び寓話関係者
ベッドの下の男
ベッドの下の男の回で登場。カナエにとり憑いていた寓話。亜想に退治される。
西野 良一（にしの りょういち）
口裂け女の回で登場。彼女のサチが口裂け女ではないかと危惧し、亜想探偵事務所を訪れる。
大上 サチ（おおがみ サチ）
口裂け女の回で登場。生まれつき大きな口と自分の容姿がコンプレックスとなっており、そのために口裂け女の寓話にとり憑かれる。
柴山（しばやま）
刑事。元刑事である亜想とは旧知の仲で、寓話絡みで警察が動けない事件の際、寓話探偵の亜想へ依頼する。
水無 曜介（みずなし ようすけ）
人面魚の回で登場。中学校の修学旅行のバス事故で唯一生き残る。クラスメイトから陰湿ないじめを受けており、助けてくれた宮田に恋愛感情を抱いて、暴走した。
宮田 早苗（みやた さなえ）
人面魚の回で登場。水無のクラスの委員長だった。
人面魚
人面魚の回で登場。正体は寓話と化した水無のクラスメイト（水無をいじめていた同級生）たちである。
合わせ鏡の悪魔
合わせ鏡の悪魔の回で登場した寓話。酒に酔った勢いで「スーパーアイドルになりたい」と願ったカナエを本当にアイドルにする代わりに、彼女の魂を奪おうと企む。
淵ノ辺 ユリ（ふちのべ ユリ）
テケテケの回で登場。連続少女踏切事件の当事者として、「寓話探偵になら話をする」という条件で、亜想探偵事務所を訪れる。しかし亜想らの努力もむなしく、電車に突き落とされて死亡する。
小田切 キリエ（おだぎり キリエ）
テケテケの回で登場。重病により余命1年もない身である。
平沼 ちえり（ひらぬま ちえり）
ピアスの穴と白い糸の回で登場。カナエのいとこ。不仲な両親の姿を見て心を閉ざしていた。
鬼頭 コックリ（きとう コックリ）
コックリさんの回で登場。複数存在しており、それに加えて圧倒的な予測能力で亜想を追い詰める。
大原 マナブ（おおはら マナブ）
隙間女の回で登場。15年引きこもっていた。
ケイコ
隙間女の回で登場。マナブの初恋の人だが、現在は太っていた。2児の母で離婚歴あり。相撲部屋の親方と近日結婚（再婚）予定らしい。
カナエの祖父
メリーさんの回で登場。
桐生（きりゅう）
メリーさんの回で登場。カナエの祖父に雇われた流れ者の医師。しかし、その実体は花子の「VisualizeSurface」で変装し、秘密裏にカナエを護衛する亜想だった。
平沼 ノゾミ（ひらぬま ノゾミ）
メリーさんの回で登場。カナエの双子の妹だが、生まれてくることが適わなかった。母がノゾミのために作った人形を知らずカナエが捨てたため、彼女の大切な存在である亜想を狙う。
橘 真冬（たちばな まふゆ）
亜想たちを陰から監視する謎の女性。物語『花子と寓話のテラー』の作者を名乗る女性。この事が物語を完結させる大きなキーとなる。
実際には『花子と寓話のテラー』が非常に古い（少なくとも30年以上前の）作品であった事から分かる様に、橘真冬自身が「空想の世界を空想として否定する作者」という「この漫画(世界）『花子と寓話のテラー』は、ファンが実際の世界の出来事として作り上げた寓話という寓話」の体現した存在であった。実際の『花子と寓話のテラー』作者は老齢もしくは死亡していると考えられる。また、この世界では彼女か亜想のどちらかが死亡しており、2人の内のどちらかが寓話であると見受けられる。復活した（と、言うよりも本来の姿を取り戻した）亜想にこの事実を突きつけられ、最後には寓話として現実に現出するための整合性を失って崩壊してしまった。

## 花子と寓話の未来日記
「少年エース」2007年5月号に、えすのサカエが『花子と寓話のテラー』の後に連載した『未来日記』とのクロスオーバー作品である『花子と寓話の未来日記』という漫画が掲載された。
こちらは前編扱いで、内容は『未来日記』の主人公・天野雪輝が、雪輝のストーカーであるヒロイン・我妻由乃の件について亜想探偵事務所へ相談しにやって来るという内容。
「凄春コミックフェア」抽選プレゼント商品の公式同人『花子と寓話の未来日記』には後編も掲載された。
『未来日記』や『花子と寓話のテラー』の単行本には未収録であったが、前編は『花子と寓話のテラー』完全版第1巻、後編は完全版第2巻にて収録された。

## 書籍情報
レーベルはどちらも共通して角川コミックス・エースレーベルより発売。作者の次作『未来日記』のアニメ化に際して完全版が刊行された。完全版が刊行されたため、単行本版は絶版になっている。なお、サイズはどちらもB6版である。
単行本版（全4巻）
1. 花子と寓話のテラー 1 ISBN 4-04-713678-6 :2004年11月1日
2. 花子と寓話のテラー 2 ISBN 4-04-713698-0 :2005年1月26日
3. 花子と寓話のテラー 3 ISBN 4-04-713733-2 :2005年6月25日
4. 花子と寓話のテラー 4 ISBN 4-04-713756-1 :2005年10月26日

完全版（全3巻）
1. 完全版花子と寓話のテラー 1 ISBN 978-4-04-715794-1 :2011年9月26日
2. 完全版花子と寓話のテラー 2 ISBN 978-4-04-715811-5 :2011年10月26日
3. 完全版花子と寓話のテラー 3 ISBN 978-4-04-120019-3 :2011年11月26日